# Яссін Мікарі
Яссін Мікарі (араб. ياسين الميكاري, *нар. 9 січня 1983, Цюрих) — туніський футболіст, захисник клубу «Сошо».
Насамперед відомий виступами за клуби «Люцерн» та «Грассгоппер», а також національну збірну Тунісу.

## Клубна кар'єра
У дорослому футболі дебютував 2002 року виступами за команду клубу «Грассгоппер», в якій провів один сезон, взявши участь лише у 5 матчах чемпіонату. 
Своєю грою за цю команду привернув увагу представників тренерського штабу клубу «Люцерн», до складу якого приєднався 2003 року. Відіграв за люцернську команду наступні два сезони своєї ігрової кар'єри.
Протягом 2005—2006 років захищав кольори команди клубу «Вінтертур».
У 2007 році повернувся до клубу «Грассгоппер». Цього разу провів у складі його команди один сезон. Більшість часу, проведеного у складі «Грассгоппера», був основним гравцем захисту команди.
До складу клубу «Сошо» приєднався 2009 року. Наразі встиг відіграти за команду з Сошо 71 матч в національному чемпіонаті.

## Виступи за збірні
Протягом 2002–2004 років  залучався до складу молодіжної збірної Швейцарії. На молодіжному рівні зіграв у 7 офіційних матчах, забив 1 гол.
На дорослому рівні вирішив захищати кольори своєї історичної батьківщини і 2004 року дебютував в офіційних матчах у складі національної збірної Тунісу. Наразі провів у формі головної команди цієї африканської країни 23 матчі, забивши 1 гол.
У складі збірної був учасником Кубка африканських націй 2008 року у Гані, Кубка африканських націй 2010 року в Анголі.